# Бергер, Готтлоб
Го́ттлоб Кри́стиан Бе́ргер (нем. Gottlob Christian Berger; 16 июля 1896, Герштеттен, Штутгарт — 5 января 1975, Штутгарт) — один из руководителей СС, начальник Главного управления СС (1 апреля 1940 года — 8 мая 1945 года), статс-секретарь Имперского министерства восточных оккупированных территорий (20 августа 1943 года — 20 января 1945 года), командующий резервными войсками и руководитель службы по делам военнопленных в Германии (31 октября 1944 года — 8 мая 1945 года), начальник штаба германского фольксштурма (25 сентября 1944 года — 8 мая 1945 года), обергруппенфюрер СС (15 августа 1940 года) и генерал войск СС (21 июня 1943 года), майор резерва (1939].

## Служба в Первую мировую войну
Родился в семье плотника, владельца лесопилки. По отцовской линии происходил из древнего ремесленного рода, а с материнской — из крестьянского рода. После начала Первой мировой войны добровольцем пошёл на фронт. В августе 1914 года вступил в 127-й пехотный полк, 6 ноября 1916 года был произведён в лейтенанты. С 1917 по июнь 1918 года занимал должность адъютанта 3-го батальона 476-го пехотного полка. Был четырежды ранен, дважды — тяжело. 13 июля 1918 года переведён обер-лейтенантом в 124-й полк. С апреля 1921 года служил в пограничной охране «Восток».
За Первую мировую войну награждён Железным крестом 2-го и 1-го классов, серебряным знаком «За ранение», орденом Фридриха с мечами, Вюртембергской медалью за военные заслуги в золоте.

## Участие в нацистском движении
После демобилизации работал учителем физкультуры народной школы, затем — директором реальной школы (до 1933 года). Принимал активное участие в деятельности фрайкора. В 1923 году был арестован за нарушение общественного спокойствия и создание военных организаций. В ноябре 1922 года вступил в НСДАП, после «Пивного путча» покинул партию и вторично вступил в неё 1 января 1931 года (билет № 426 875), тогда же стал членом СА. В 1924—1929 годах состоял членом организации бывших фронтовиков. В 1931 году назначен командиром 125-го штандарта СА, 15 октября 1932 года произведён в оберфюреры СА. С ноября 1933 года — командир унтергруппы СА «Северный Вюртемберг». С 1 октября 1935 года — старший правительственный советник (оберрегирунгсрат) отдела образования в Министерстве культуры Вюртемберга.

## Карьера в СС
30 января 1936 года вступил в СС (билет № 275 991), сразу же получил чин оберфюрера СС и назначен начальником штаба оберабшнита СС «Юго-Запад». С 25 февраля 1936 года был референтом по спорту в штабе оберабшнита СС «Юго-Запад». С 1 октября 1937 года — референт по спортивным вопросам в Личном штабе рейхсфюрера СС. С 1 июля 1938 год] — начальник управления комплектования в составе Главного управления СС. 20 апреля 1939 года был произведён в бригадефюреры СС, а 20 апреля 1941 года — в группенфюреры СС. 26 сентября 1939 года рейхсфюрер СС Генрих Гиммлер поручил Бергеру сформировать на оккупированных польских территориях «самооборону» из польских немцев (фольксдойче).

## На ответственных должностях в годы Второй мировой войны
В 1939—1940 годах Бергер сыграл ключевую роль в формировании Ваффен СС из состава двух ранее конкурировавших подразделений СС — «вспомогательных войск» и подразделений «Мёртвая голова». Это привело к его конфликту с рядом старых руководителей СС, которые не успели отреагировать на новую тенденцию к милитаризации СС и потеряли влияние.
С 1 апреля 1940 года до конца войны возглавлял Главное управление СС (нем. SS Hauptamt; SSHA) — ведущий орган управления СС (в том числе кадры, право, администрация и др.), фактически являясь одним из главных руководителей всей системы СС. Организовал широкомасштабную вербовку добровольцев в войска СС, не останавливаясь даже перед привлечением уголовников. Среди своих знакомых получил кличку «Швабский герцог» (нем. Schwabenherzog). По своей должности являлся одним из заместителей рейхсфюрера СС Генриха Гиммлера.
В 1941—1945 годах Бергер одновременно состоял офицером связи рейхсфюрера СС в Имперском министерстве восточных оккупированных территорий, в июле 1942 года стал личным представителем рейхсфюрера СС в министерстве. С 20 августа 1943 года до 20 января 1945 года был статс-секретарём и, соответственно, заместителем рейхсминистра Альфреда Розенберга. В министерстве возглавлял 1-й главный отдел (Политический) (нем. Hauptabteilung I Politische) и носил чин министериальдиректора.
В 1942—1945 годах Бергер также одновременно был личным представителем Генриха Гиммлера в Имперском министерстве почт и начальником управления по охране корреспонденции (по другим данным руководил паспортной службой министерства). Помимо этого с августа 1943 года являлся депутатом рейхстага от Восточного Дюссельдорфа.
31 августа 1944 года после начала Словацкого национального восстания был назначен высшим руководителем СС и полиции в Словакии. Ему было поручено руководить подавлением восстания. Прибыв в Братиславу, Бергер заявил, что «необходимо наводить кладбищенский покой после любого восстания». На посту высшего руководителя СС и полиции в Словакии Бергер находился до 20 сентября 1944 года, когда был заменён Германом Хёфле.
31 октября 1944 года назначен командующим резервными войсками и руководителем всей службы по делам военнопленных в Германии. Одновременно с 25 сентября 1944 года являлся начальником штаба германского Фольксштурма. 8 мая 1945 года арестован союзниками.

## Ответственность после войны
В качестве обвиняемого привлечён к суду американского военного трибунала в Нюрнберге по делу «Вильгельмштрассе».
Хотя на суде был признан виновным в уничтожении евреев и 11 апреля 1949 года приговорён к 25 годам тюремного заключения, но 31 января 1951 года срок заключения сократили до 10 лет, а 16 декабря 1951 года Бергера освободили. Всего он провёл в заключении чуть более шести лет.

## После освобождения из тюрьмы
После выхода из тюрьмы с 1952 года Бергер активно сотрудничал с располагавшимся в Кобурге неофашистским журналом «Нация Европы» (нем. Nation Europa).
Старший сын Бергера унтерштурмфюрер СС Вольф Бергер командовал взводом в 1-й роте «Лейбштандарта СС Адольф Гитлер» и погиб в бою 11 февраля 1943 года.